# 阿部百合子
阿部 百合子（あべ ゆりこ、1933年6月11日 - ）は、群馬県出身の女優、タレント。俳優座所属。身長161cm、体重47kg。矢野宣は夫。

## 略歴・人物
群馬県立高崎女子高等学校、群馬大学教育学部音楽専攻卒業後、俳優座養成所を経て俳優デビュー。
趣味は映画鑑賞。特技は習字・料理。

## 出演

### テレビドラマ
- 孤独のメス（1969年、TBS）
- 大岡越前（TBS / C.A.L）
  - 第2部 第28話「祝盃」（1971年11月22日）
  - 第11部 第21話「奉行の母は大べら棒」（1990年9月10日） - おせき
- 木下恵介アワー「わが子は他人」（1974年、TBS） - 原葉子
- 日本沈没（1974年-1975年、TBS）
- 野性の証明（1979年、MBS）
- 3年B組金八先生第2シリーズ（1980年-1981年、TBS） - 小川正の母 役
- ニュードキュメンタリードラマ昭和 松本清張事件にせまる 第6話「昭電疑獄 野望の設計図」（1984年、テレビ朝日 / 東映）
- 飢餓海峡（1988年、フジテレビ）
- ナースのお仕事（1996年、フジテレビ）
- ハッピーマニア（1998年、フジテレビ）
- 世にも奇妙な物語「5分後の女」（1998年、フジテレビ）
- 金曜エンタテイメント「ガーデンデザイナー・春川さくら 月下美人の殺意」（2000年、フジテレビ） - 笹森志津 役
- 初体験（2002年、フジテレビ）
- 月曜ミステリー劇場「冤罪III」（2002年、TBS）

### その他の番組
- 一枚の写真（1990年、フジテレビ）

### 映画
- 四谷怪談（1965年）
- 新・事件記者 殺意の丘（1966年） - 宮下百合子 役
- 他人の顔（1966年） - 医者の妻 役
- 太陽の王子 ホルスの大冒険（1968年） - 若い女 役[1]（声の出演）
- 喜劇 頑張らなくっちゃ!（1971年） - 高木女史 役
- 故郷（1972年） - 石田和枝 役
- 忍ぶ川（1972年） - 志乃の母 役
- 湯けむり110番 いるかの大将（1972年） - たま子 役
- 塩狩峠（1973年） - 和倉米子 役
- 恋は緑の風の中（1974年） - 松島清子 役
- 教室二〇五号（1974年） - 田口房枝 役
- おとうと（1976年） - 田沼夫人 役
- わんぱくパック まなつのよるのゆめ（1977年） - 太郎の母 役
- 茗荷村見聞記（1979年） - 花竹の奥さん 役
- 月光の夏（1993年）
- 369のメトシエラ　－奇跡の扉－ (2009年） - 伊隅セツ　役
- エリカ38（2019年） - 被害者・きぬ 役

### 舞台
- きょうの雨あしたの風
- とりあえずの死
- ワーニャ伯父さん
- 精霊流し
- 円仁
- アーズリー家の三姉妹
- 豚と真珠湾